# Tapinauchenius sanctivincenti
Tapinauchenius sanctivincenti är en spindelart som först beskrevs av Charles Athanase Walckenaer 1837.  Tapinauchenius sanctivincenti ingår i släktet Tapinauchenius och familjen fågelspindlar. Inga underarter finns listade i Catalogue of Life.